# Landkreis Passau
Landkreis Passau ligger i det bayerske Regierungsbezirk Niederbayern. Nabolandkreise er mod nord Landkreis Freyung-Grafenau, mod øst Bezirk Rohrbach og mod syd Bezirk Schärding, som begge ligger i den Østrigske delstat Oberösterreich; mod vest ligger Landkreis Rottal-Inn og i nordvest Landkreis Deggendorf. Den kreisfri by Passau skubber sig som en kile ind i området fra øst, så landkreisen ligger som en halvkres omkring byen. Arealmæssigt er det den tredjestørste landkreis, og befolkningsmæssigt er det den femtestørste.

## Geografi
Floden  Donau løber gennem området fra nordvest mod sydøst. I den østlige del danner den grænse til Østrig. Donau deler kreisområdet i to  forskelligartede landskaber. Mod nord ligger udløbere af Bayerischer Wald med højder på op til 1.000 moh. Ved randen af Bayerischer Wald løber floden Ilz, der er en biflod fra venstre til Donau, der har sit udløb i Passau. Syd for  Donau ligger sig bakkelande der strækker sig til Rottal. Floden  Rott, der er en biflod fra venstre til Inn, gennemløber den sydlige del af området, fra vest mod øst, og munder ud ved Neuhaus am Inn. I den vestlige del af landkreisen løber  på en strækning af nogle få kilometer floden Vils, før den ved  Vilshofen munder ud i  Donau.

## Byer og kommuner
Kreisen havde 192043  indbyggere pr.  2018-12-31

| Byer 1. Bad Griesbach i.Rottal (9055) 2. Hauzenberg (11649) 3. Pocking (15967) 4. Vilshofen an der Donau (16703) Købstæder (Markt) 1. Aidenbach (2948) 2. Eging a.See (4278) 3. Fürstenzell (8157) 4. Hofkirchen (3691) 5. Hutthurm (6138) 6. Kößlarn (1922) 7. Obernzell (3787) 8. Ortenburg (7405) 9. Rotthalmünster (4974) 10. Ruhstorf a.d.Rott (7066) 11. Tittling (4238) 12. Untergriesbach (6085) 13. Wegscheid (5501) 14. Windorf (4871) | Kommuner 1. Aicha vorm Wald (2401) 2. Aldersbach (4273) 3. Bad Füssing (7572) 4. Beutelsbach (1180) 5. Breitenberg (2047) 6. Büchlberg (4172) 7. Fürstenstein (3363) 8. Haarbach (2523) 9. Kirchham (2355) 10. Malching (1289) 11. Neuburg a.Inn (4344) 12. Neuhaus a.Inn (3428) 13. Neukirchen vorm Wald (2857) 14. Ruderting (3170) 15. Salzweg (6897) 16. Sonnen (1427) 17. Tettenweis (1751) 18. Thyrnau (4285) 19. Tiefenbach (6772) 20. Witzmannsberg (1502) |

Verwaltungsgemeinschafte
1. Aidenbach
med kommunerne
Aidenbach (Markt) og Beutelsbach
2. Rotthalmünster
med kommunerne
Malching og Rotthalmünster (Markt)
3. Tittling
med kommunerne
Tittling (Markt) og Witzmannsberg